# Pieter de Jode mladší
Pieter de Jode mladší, také Pieter de Jode II (22. listopadu 1606 – 1674 Antverpy nebo Anglie) byl vlámský kreslíř a rytec období raného baroka, syn a žák rytce Pietra de Jode staršího.

## Kariéra
Věnoval se především převádění obrazů Rubensovy školy do mědirytin. Kolem roku 1631 působil v Paříži, kde tvořil rytiny podle obrazů Simona Voueta a dalších francouzských malířů. Jeho nejlepší rytiny vznikly podle obrazů Petra Paula Rubense, Jacoba Jordaense a Anthonyho van Dycka, dochovalo se z nich dvanáct portrétů.
V roce 1650 vydal sbírku portrétů Theatrum principum, kterou založil již jeho otec. V roce 1667 je doložen při práci v Bruselu. V letech 1628–1670 je doložen jako člen malířského cechu (gildy sv. Lukáše) v Antverpách.